# روما (مترو باريس)
روما (بالفرنسية: Rome)‏ هي محطة مترو تابعة لمترو باريس تقع في فرنسا في الدائرة الثامنة في باريس.[بحاجة لمصدر]